# Erebia orobica
Erebia orobica är en fjärilsart som beskrevs av Turati 1914. Erebia orobica ingår i släktet Erebia och familjen praktfjärilar. Inga underarter finns listade i Catalogue of Life.